# Tessé-Froulay
 Tessé-Froulay  es una población y comuna francesa, situada en la región de Baja Normandía, departamento de Orne, en el distrito de Alençon y cantón de Juvigny-sous-Andaine.

## Demografía
| 211 | 250 | 230 | 260 | 301 | 323 |
| Para los censos de 1962 a 1999 la población legal corresponde a la población sin duplicidades (Fuente: INSEE [Consultar]) |     |     |     |     |     |